# اوکسونژ
اوکسونژ (به فرانسوی: Auxange) یک کمون در فرانسه است که در canton of Gendrey واقع شده‌است. اوکسونژ ۵٫۲۰ کیلومتر مربع مساحت دارد.